# Przemyśl (gmina)
Pour les articles homonymes, voir Przemyśl (homonymie).
Przemyśl est une commune rurale de la Voïvodie des Basses-Carpates et du powiat de Przemyśl. Elle s'étend sur 108,4 km2 et comptait 9 140 habitants en 2010.